# Hermann Decker

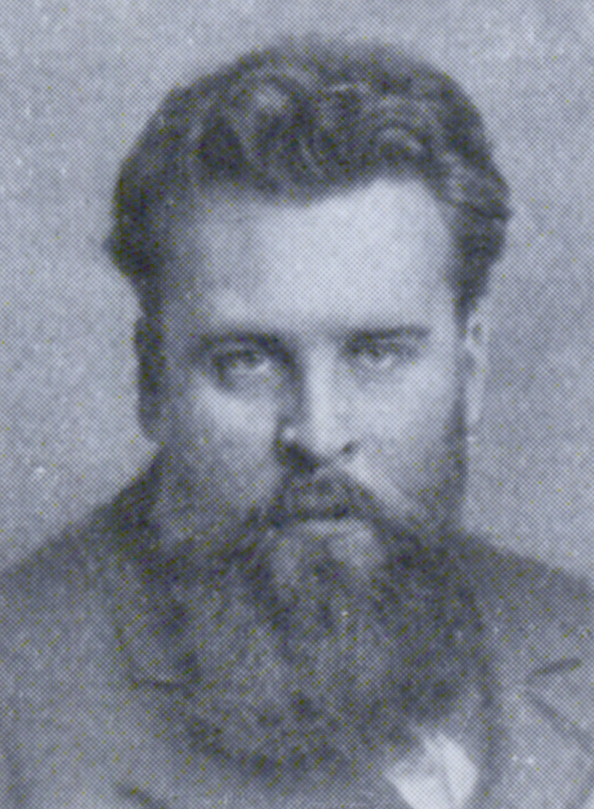
Hermann Decker, um 1931

Hermann Gustav Carl Decker (* 29. Mai 1869 in Moskau, Russisches Kaiserreich; † 11. Juni 1939 in Lausanne, Schweiz) war ein deutscher Chemiker und Hochschullehrer. 

## Leben
Decker wurde 1888 in Freiburg im Breisgau zum Dr. phil. promoviert. Von 1889 bis 1901 arbeitete in der chemischen Industrie. Im Jahr 1901 ging er als Assistent an die Universität Genf und wurde dort 1903 Privatdozent. In den Jahren 1909 bis 1911 war er Assistent für organische Chemie an der Technischen Hochschule Hannover, wo er 1913 zum Professor ernannt wurde.
1913 entwickelte er die 1899 erstmals von Martin Onslow Forster beschriebene Synthese von sekundären Aminen aus primären Aminen weiter, die unter dem Namen Forster-Decker-Reaktion bekannt ist.
Decker war seit 1909 Mitglied der Deutschen Akademie der Naturforscher „Leopoldina“.